# 能田達規
能田 達規（のうだ たつき、1970年6月27日 - ）は、日本の漫画家。代表作は『がらくた屋まん太』、『マネーフットボール』、『となりの代理人 -フットボール・エージェント-』など。

## 来歴
愛媛県松山市出身。愛媛県立松山東高等学校卒業。広島大学工学部第二類（電子系）に進学し、漫画研究会に入る（先輩にこうの史代・とだ勝之・杜野亜希など）。在学中の1989年に第1回ファミ通マンガ大賞入賞。当時ファミ通を出版していたアスキーが「月刊アスキーコミック」を立ち上げる際に連載陣の一人として声をかけたのをきっかけに漫画家への道を進む。このときは大学4年生で、平日日中は卒業論文のための研究にいそしみながら夜間や週末の合間を利用して月刊誌への連載を続け、睡眠時間は3時間というハードな生活を送っていたという。大学による就職斡旋を断る際には「アスキーにコネがあるんでアスキーで働くことにします」と説明していたという。
サッカー好きとしても知られ、サッカーマンガとして『GET!フジ丸』や1部リーグ入りを目指す愛媛のサッカークラブを描いた『ORANGE』、サッカークラブと地域活性化問題を織り交ぜた『オーレ!』がある。以前は広島大学出身ということもあり、Jリーグ・サンフレッチェ広島のサポーターであることを公言していたが、『ORANGE』連載終了後の2003年末に当時日本フットボールリーグ (JFL) 所属だった愛媛FCの事務局長と出会ったのを機にクラブ側にマスコット制作を提案。このとき生まれたのが「オレンJ」（現・オ〜レくん）で、以後、スタジアムに掲示される選手一人一人の全身像イラスト横断幕（全選手+監督分）なども担当するなど、現在まで引き続いて愛媛FCと深く関わっている。サッカー部に所属していたと思われがちであるが、自分は高校時代美術部所属だったとコメントしている。
また、ピース電器店連載時にはプロ野球チームの野村克也率いるヤクルトスワローズのファンでもあったことも公式HPで公言しており、ピース一家全員がそのパロディ球団「スパローズ(物語後半ではストローズ)」のファンとして設定に加えていた。

## 作品リスト

### 連載
- がらくた屋まん太（『月刊アスキーコミック』、全5巻）
- GET!フジ丸（『週刊少年チャンピオン』、全10巻）
- おまかせ! ピース電器店（『週刊少年チャンピオン』、全24巻）
- ORANGE（『週刊少年チャンピオン』、全13巻）
- フットブルース（『週刊少年チャンピオン』、既刊1巻）※連載終了しているが、2巻以降の連載分は未単行本化。
- 時間救助隊TIMER3（『月刊少年シリウス』、全1巻）
- オーレ!（『週刊コミックバンチ』、全5巻）
- 家族戦隊ノック5（『ヒーロークロスライン』、全2巻）
- 忍びのみかんモノ（講談社MiChao!内ピテカントロプス） ※のうだたつき名義。電子書籍化。
- ありがた半兵衛（『週刊漫画サンデー』、短期連載）
- 水軍の将〜小西行長伝（『プレイコミック』）
- 明るい家電計画 のー研（『プレイコミック』）
- 突撃！！ライブちゃん（ライブサッカーJ）
- 栄光なき11（『週刊漫画TIMES』2014年6月27日号 - 7月18日号[4]）
- マネーフットボール（『週刊漫画TIMES』、全7巻）
- マンガでうまくなろう!!サッカーの神様（『ストライカーDX』）
- ぺろり!スタグル旅（ぐるなび「みんなのごはん」[5] / ヒーローズコミックス、全5巻）
- ラブリープリンセス えヒメちゃん（ジュニアえひめ新聞[6]）
- レディース！（コミクリ！）
- となりの代理人 -フットボール・エージェント-（コミプレ）
- あつあつ！スタグル旅（コミプレ2023年2月17日[7] - 2025年2月21日、全4巻）

### その他
- 嫉妬されるほどエクセルが上手くなる222の技―Excel2003/2002/2000対応（イラスト）
- おまたせ! ピース電器店（短編集、全1巻）
- サッカーの憂鬱 裏方イレブン（2012年、実業之日本社）
- Jリーグ各クラブごとのワンタッチパス対応ファンクラブ会員カードならびに年間チケット同封の書類（2009年、イラスト）
- J2白書（J'sGOAL、イラスト）
- でんじろう先生のわくわく科学キット（イラスト）
- OLオーナー JサカONLINE奮戦記（Jリーグ プロサッカークラブをつくろう!ONLINE公式サイト）
- 能田先生のマンガコーナー（愛媛FC公式ホームページ）